# The Beekeeper (film)
Pour l’album de Tori Amos, voir The Beekeeper.
Pour plus de détails, voir Fiche technique et Distribution.
The Beekeeper ou Le Gardien au Québec (The Beekeeper) est un film américain réalisé par David Ayer et sorti en 2024.
Il met en scène Jason Statham dans le rôle d'Adam Clay, un ancien agent secret d'une organisation clandestine appelée « les apiculteurs ». Il officie désormais comme apiculteur et habite sur le terrain d'Eloise Parker, une enseignante à la retraite. Cette dernière est victime d'une importante escroquerie et perd près de 2 millions de dollars appartenant à l’organisation caritative qu'elle dirige. Dévastée, elle finit par se suicider. Adam reprend alors son ancien job pour venger sa voisine. Il se lance dans une violente quête de vengeance, tout en étant traqué par un agent du F.B.I. qui n'est autre que la fille d'Eloise.
À sa sortie, le film reçoit des critiques globalement positives dans la presse américaine et réalise de bonnes performances au box-office. Une suite est en développement.

## Synopsis
Eloise Parker (Phylicia Rashād), institutrice à la retraite, vit seule dans le Massachusetts, elle loue sa grange à Adam Clay (Jason Statham), qui mène une vie tranquille d'apiculteur. Eloise tombe dans le piège d'une escroquerie par hameçonnage (de type arnaque au support technique) et se fait voler plus de 2 millions de dollars, dont la majorité appartient à une organisation caritative qu'elle dirige, ce qui l'amène à se suicider. Clay découvre son corps et est immédiatement arrêté par l'agent du FBI Verona « V » Parker (Emmy Raver-Lampman), la fille d'Eloise. Après que la mort d'Eloise s'avère être un suicide, Clay est libéré. Verona lui dit que le groupe qui a volé Eloise est sur le radar du FBI depuis un certain temps mais qu'il est difficile à suivre. Voulant obtenir justice pour Eloise, Clay contacte « les apiculteurs », un mystérieux groupe, pour retrouver les escrocs responsables.
Clay reçoit une adresse pour les escrocs : United Data Group, un centre d'appels dirigé par un certain Mickey Garnett (David Witts (en)). Clay effraie les employés et détruit le bâtiment. Garnett informe son patron, le directeur technologique Derek Danforth (Josh Hutcherson), qui envoie Garnett tuer Clay. Une violente confrontation s'ensuit où Clay tue les hommes de Garnett et coupe les doigts de ce dernier. Garnett appelle Danforth alors qu'il est arrêté sur un pont, l'informant que Clay est apiculteur. Après avoir suivi Garnett, Clay le balance dans le fleuve attaché à un camion jusqu'à sa mort par noyade et prévient Danforth qu'il le poursuit.
Danforth informe l'ancien directeur de la CIA, Wallace Westwyld (Jeremy Irons). Celui-ci dirige désormais la sécurité de Danforth Enterprises. Inquiet en apprenant que Clay fait partie des « apiculteurs », Wallace contacte Janet Harward (Minnie Driver), l'actuelle directrice de la CIA, dans l'espoir de l'arrêter. La directrice contacte les « apiculteurs » et apprend que Clay a pris sa retraite de l'organisation. Les « apiculteurs » envoient la remplaçante de Clay, Anisette Landress, pour le tuer, mais c'est Clay qui la tue, ce qui conduit l'organisation à déclarer ne pas s'engager davantage. Pendant ce temps, Verona et son partenaire, Matt Wiley, prévoient que Clay lancera un assaut contre le Nine Star United Center à Boston, qui supervise tous les centres d'appels frauduleux mondiaux de Derek. Après avoir informé le directeur adjoint du FBI, Prigg, que Clay est apiculteur, ils reçoivent tout le soutien qu'ils demandent.
Wallace coordonne un groupe d'anciens membres des forces spéciales, il révèle que les « apiculteurs » sont une organisation clandestine hautement qualifiée et dangereuse chargée de protéger les États-Unis, opérant au-delà de la juridiction gouvernementale. Pour avoir une chance d'arrêter Clay, Wallace ordonne au groupe de sécuriser l'intérieur du bâtiment Nine Star, tandis que le FBI place sa propre équipe SWAT autour du périmètre. La décision de Danforth de ne pas évacuer les employés permet à Clay de vaincre rapidement l'équipe SWAT du FBI et d'infiltrer le bâtiment. Il accède au directeur, qui lui révèle sous la torture que son patron est Derek Danforth, le fils de Jessica Danforth, la présidente des États-Unis. Les agents du FBI, en voyant la photo restée sur l'écran d'un ordinateur, découvrent ensuite cette information. 
Verona informe le directeur adjoint du FBI, Prigg, que Danforth dirige les deux sociétés, qui utilisent un programme secret — lui-même utilisé par plusieurs agences gouvernementales américaines — pour optimiser leurs activités illégales. Verona soulève également le fait que non seulement Clay tentera de tuer Derek, mais qu'il pourrait également tuer Jessica Danforth en raison de son association avec l'arnaque, à l'instar des abeilles qu'il admire, lesquelles n'hésitent pas à tuer leur Reine si elles considèrent que celle-ci donne une mauvaise descendance. Alors que Clay échappe à la capture, Wallace conseille à Derek de rester avec sa mère sous la protection du Secret Service.
Dans le manoir du président en bord de mer, Wallace engage un groupe de mercenaires, dont l'un a tué un apiculteur, mais y a perdu sa jambe. Clay infiltre le manoir, tandis que Jessica apprend la vérité de Prigg sur l'exploitation par Derek pendant sa campagne présidentielle d'un programme de surveillance de masse conçu par la CIA. Jessica décide que lorsque Clay approchera, elle lui dira, ainsi qu'au monde entier, la vérité sur l'utilisation du programme par Derek. Enragé, Derek tue Prigg et prend sa mère en otage. Clay se fraye un chemin jusqu'au bureau du président, tuant ainsi les mercenaires. Wallace parle à Clay pour le persuader de se détourner au dernier moment mais échoue. Clay atteint finalement son bureau, étant rapidement rejoint par Verona, Matt et le reste des agents du FBI.
Verona tente de dissuader Clay de tuer Jessica et Derek. Derek tente de tuer sa mère, mais Clay le tue en premier, s'échappe par une fenêtre voisine et se retrouve sur la plage. Bien que Verona ait un angle de tir clair, elle décide de ne pas tirer sur Clay. Ce dernier s'enfuit à l'aide du matériel de plongée qu'il avait caché sur la plage.

## Fiche technique
Sauf indication contraire, les informations mentionnées dans cette section peuvent être confirmées par la base de données cinématographiques IMDb,  présente dans la section « Liens externes ».
- Titre original et français : The Beekeeper
- Titre québécois : Le Gardien[1]
- Réalisation : David Ayer
- Scénario : Kurt Wimmer
- Musique : Dave Sardy et Jared Michael Fry
- Direction artistique : Ashley Lynn James
- Décors : Ben Munro
- Costumes : Kelli Jones
- Photographie : Gabriel Beristain
- Montage : Geoffrey O'Brien
- Production : Bill Block, Chris Long, Jason Statham et Kurt Wimmer
  - Production déléguée : Mark Birmingham
  - Coproduction : Abby Mills et Anthony M. Scott
- Sociétés de production : Miramax, Cedar Park Entertainment et Punch Palace Productions
- Sociétés de distribution : Amazon MGM Studios (États-Unis et France), VVS Films (Canada)
- Budget : 40 millions de dollars[2]
- Pays de production :  États-Unis
- Langue originale : anglais
- Format : couleur — 2,35:1
- Genre : action, thriller
- Durée : 105 minutes
- Dates de sortie[3] :
  - États-Unis, Canada : 12 janvier 2024
  - France : 16 mai 2024 (sur Amazon Prime Video)

## Distribution
- Jason Statham (VF : Boris Rehlinger ; VQ : Sylvain Hétu) : Adam Clay
- Emmy Raver-Lampman (VF : Esthèle Dumand ; VQ : Sofia Blondin) : Verona « V » Parker, agent du FBI et fille d'Eloise
- Josh Hutcherson (VF : Julien Bouanich ; VQ : Xavier Dolan) : Derek Danforth
- Bobby Naderi (VF : Thomas Roditi ; VQ : Adrien Bletton) : Matt Wiley, agent du FBI, équipier de Verona
- Minnie Driver (VF : Rafaèle Moutier) : Janet Harward, directrice de la CIA
- David Witts (VF : Jean-Christophe Dollé ; VQ : Nicolas Bacon) : Mickey Garnett, employé de Derek
- Michael Epp (VF : Matthieu Albertini) : Pettis
- Taylor James (VF : Enrique Carballido) : Lazarus
- Jemma Redgrave (VF : Anne Rondeleux ; VQ : Aline Pinsonneault) : Jessica Danforth, présidente des États-Unis, mère de Derek
- Enzo Cilenti (VF : Sébastien Desjours ; VQ : Louis-Philippe Dandenault) : Rico Anzalone
- Phylicia Rashād (VF : Maïk Darah ; VQ : Élise Bertrand) : Eloise Parker, enseignante retraitée dirigeante d'une organisation caritative
- Jeremy Irons (VF : Féodor Atkine ; VQ : Jacques Lavallée) : Wallace Westwyld, ex-directeur de la CIA
- Don Gilet (VF : Bamar Kane) : le directeur-adjoint Prigg du FBI

Version française dirigée par Hervé Bellon au studio Dubbing Brothers, d'après une adaptation des dialogues d'Alexandra Lévy.
 Source et légende : version française (VF) sur RS Doublage et carton du doublage français.
 Source et légende : version québécoise (VQ) sur Doublage.qc.ca

## Production
En août 2021, l'acteur Jason Statham est annoncé dans un film développé par Miramax et dont il sera acteur producteur. David Ayer signe comme réalisateur en mai 2022.

### Tournage
Le tournage débute en septembre 2022 au Royaume-Uni. En octobre, des scènes sont filmées à Tyringham dans le Buckinghamshire. Le tournage se déroule également à Londres ou encore sur le Kingsferry Bridge sur l'île de Sheppey. Les prises de vues s'achèvent en décembre 2022.

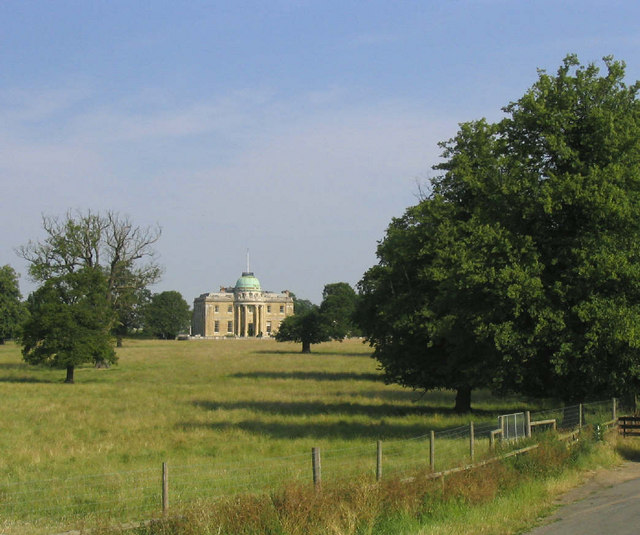
Tyringham Hall
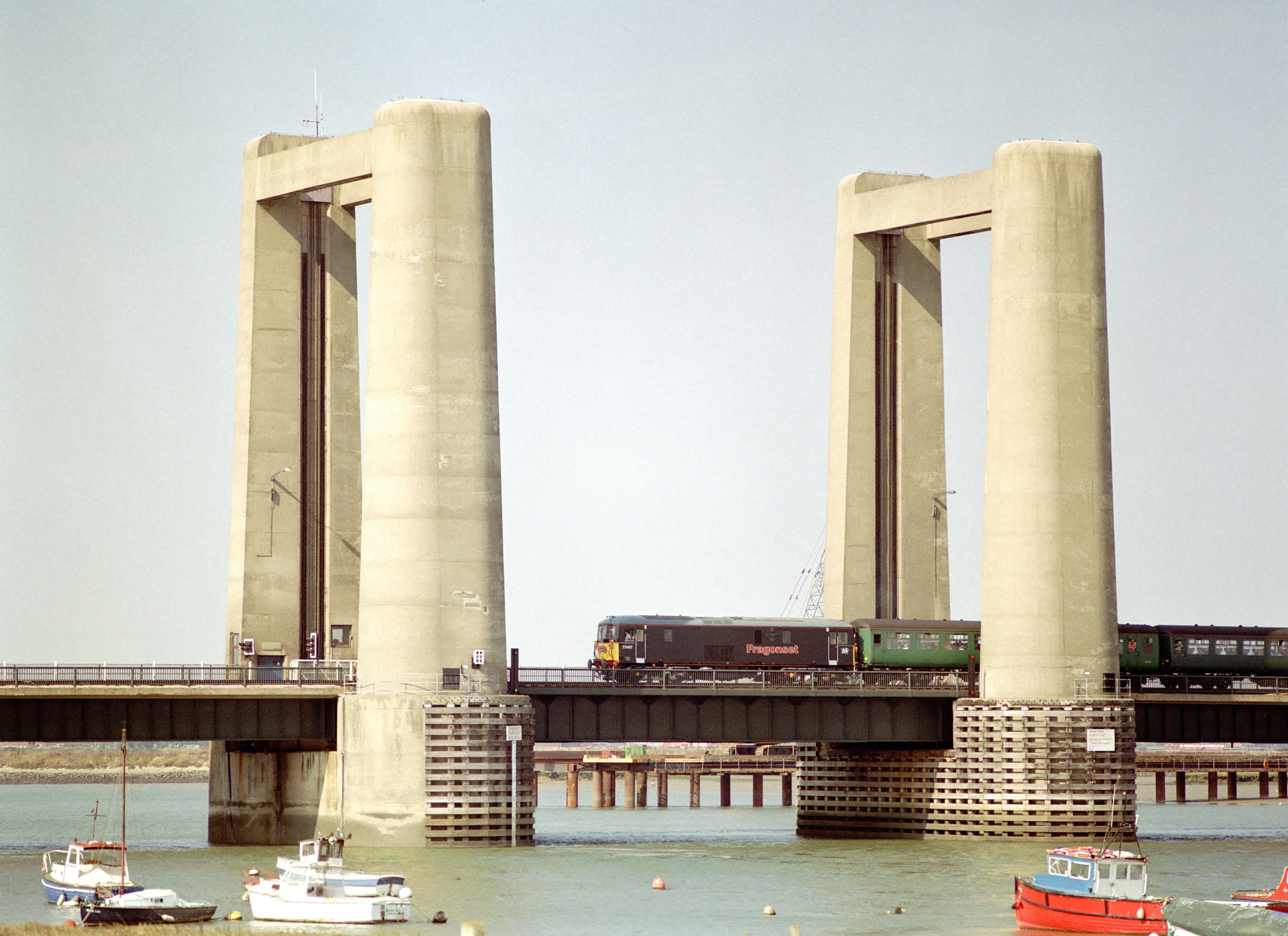
Kingsferry Bridge

## Musique
Sauf indication contraire, les informations mentionnées dans cette section peuvent être confirmées par la base de données cinématographiques IMDb,  présente dans la section « Liens externes ».
- Breath par RiLLA*.
- Opus 72 en mi mineur (en) des Nocturnes de Frédéric Chopin.
- Basscoin par RiLLA*.
- Make It Rain par Jairé.

## Accueil

### Sortie
Metro-Goldwyn-Mayer acquiert les droits de distribution en août 2022,. Le studio est ensuite racheté par Amazon. La nouvelle entité Amazon MGM Studios distribue donc le film dans les salles américaines dès le 12 janvier 2024,.

### Critique
Sur le site d'agrégation de critiques Rotten Tomatoes, le film obtient 69% d'avis favorables, pour 115 critiques et une note moyenne de 5,8⁄10. Le consensus suivant résumé les avis collectés : « Joyeusement peu exigeant et agréablement rétrograde, The Beekeeper prouve que lorsqu'il s'agit de rendre la justice d'un thriller d'action, Statham n'a pas perdu son dard. » Sur le site Metacritic, qui utilise une moyenne pondérée, le film obtient la note de 54⁄100 pour 35 critiques.

### Box-office
| Pays ou région     | Box-office    | Date d'arrêt du box-office | Nombre de semaines |
| ------------------ | ------------- | -------------------------- | ------------------ |
| France             | sorti en VOD  | -                          | -                  |
| États-Unis, Canada | 66 220 535 $  | 28 mars 2024               | 11                 |
| Total mondial      | 152 720 535 $ | 21 avril 2024              | -                  |

## Autour du film

### Suite
En février 2025, il est annoncé qu'une suite est en développement, avec Timo Tjahjanto comme réalisateur.